# 吳崑
吳崑（1502年—？），字美之，直隸蘇州府吳江縣人，匠籍，明朝政治人物。

## 生平
嘉靖七年（1528年）戊子科應天府鄉試第八十二名舉人。嘉靖十七年（1538年）中式戊戌科會試第二百六十六名，登進士第二甲第十一名。官至嚴州府知府。

## 家族
曾祖吳伯昂，贈中大夫太僕寺卿；祖父吳璋，封刑部主事 贈中大夫太僕寺卿；父吳洪，南京刑部尚書進階資德大夫正治上卿 贈太子少保。母丘氏（封夫人）；前母王氏（贈夫人）；前母夏氏（贈淑人）。慈侍下。兄吴山，都察院左佥都御史，前右副都御史；吴岩，布政司布政使；吴㠐，前光禄寺典簿。子吴邦傑，嘉靖辛酉舉人。孫吳煥，萬曆丙辰進士。曾孫吳昌時，崇禎甲戌進士。